# Karthauzi rend
A karthauzi rend  vagy más néven kartúziánus rend (latin: Ordo Cartusiensis, röviden: OCart) római katolikus szemlélődő, zárt vallási vagy félremete rend. Szent Brúnó és hat társa (négy klerikus és két laikus) alapította a 11. században. 
Központjuk Franciaországban van. 
Jelmondatuk: Stat crux dum volvitur orbis (A kereszt állandó, míg a világ forog).

## Etimológia
Francia nevét (Ordre des Chartreux) a Grenoble-tól északra fekvő Chartreuse-hegységről kapta; magyar neve a latin Carthusia és a német Kartause formájából jött létre.

## Története

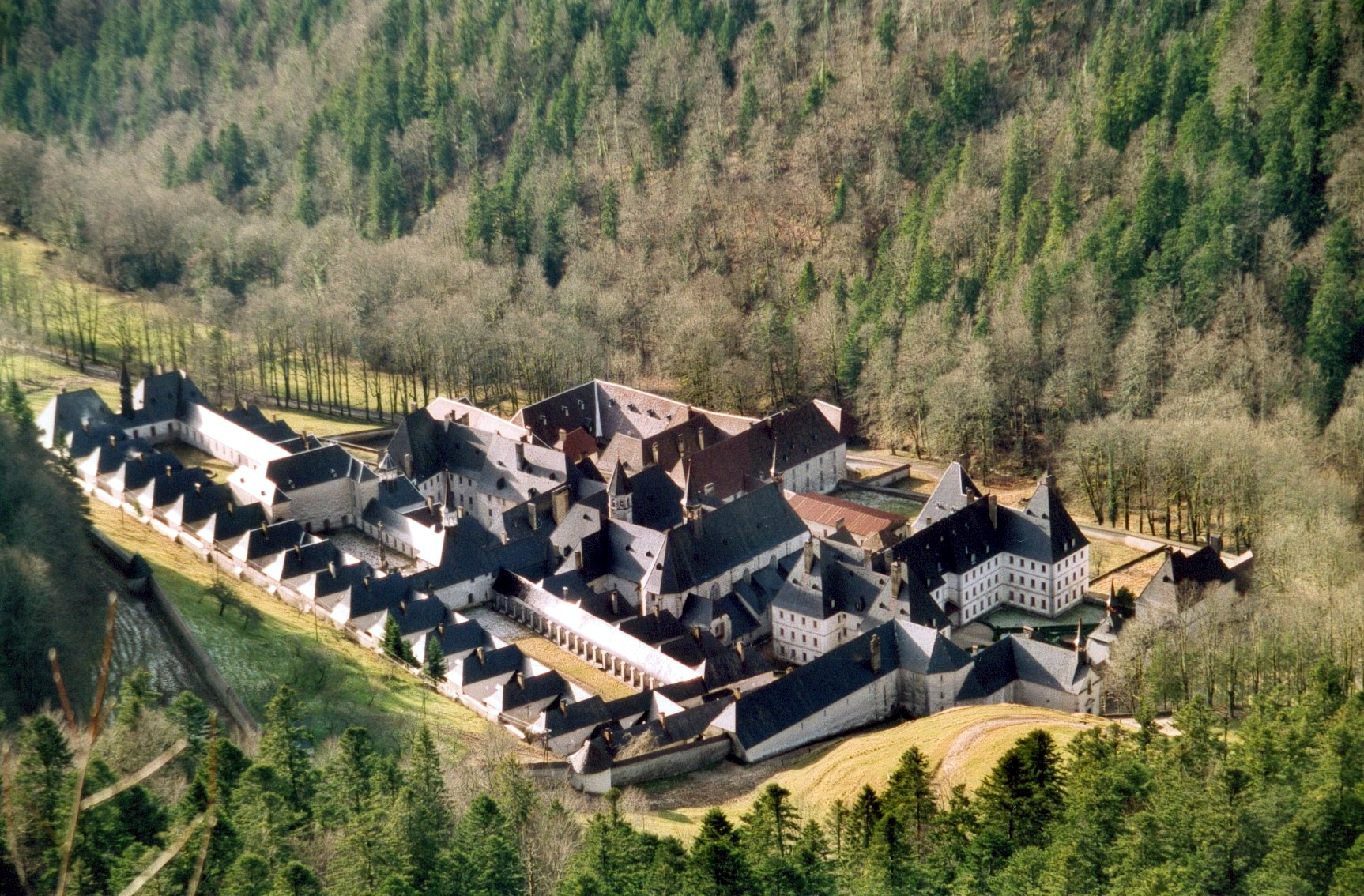
La Grande Chartreuse, A karthauzi rend anyakolostora

1085-ben a karthauzi rend alapítója, Kölni Szent Brúnó (magyarul gyakran Karthauzi Szent Brúnó, 1032–1101) hat társával elvonult a Massif de La Chartreuse-be, a franciaországi Grenoble melletti magányos hegységbe. Ezt a területet Grenoble-i Szent Hugó – aki akkor Grenoble püspöke volt – adományozta nekik, miután látomása volt. Álmában azt látta, hogy hét csillag hullik le a Massif de La Chartreuse-ben. Brúnó és társai kis remeteséget építettek maguknak, valamint kolostori közösségi helyiségeket és egy kőtemplomot. A helyiségeket egy körfolyosó kötötte össze. Ezt követően további férfiak csatlakoztak hozzájuk, megnőtt a közösség létszáma, így a La Grande Chartreuse, a Nagy Sartrőz vagy Nagy Kartúziai lett a karthauzi rend anyakolostora. Innen kapta a nevét a rend, latin formában Kartúziai vagy Kartúziánus Rendként, amit a magyar nyelvben – német mintára – kartauzi rendként, vagy gyakran karthauzi rendként (Kartäuser, Kartäuserordens) emlegetnek. Brúnó maga nem írt regulát, az első remeték életmódját vették át a később csatlakozók. Miután más országokban is csatlakoztak szerzetesek a karthauziak közösségéhez, az „életszabályaikat” már írásban is szükségessé vált rögzíteni. 1127-ben Szent Guigo de Chastel – aki 1109 és 1136 között volt a Nagy Kartúziai Kolostor perjele – írta meg a Consuetudines Cartusiae című művében a karthauziak életszabályait. 1133-ban II. Ince pápa elfogadta a regulát. 1170-ben III. Sándor pápa a közösséget szerzetesrenddé nyilvánította. További változtatások a regulában 1259-ben (statuta antiqua), 1367-ben (statuta nova), 1509-ben (tertia compilatio statutorum) és végül 1581-ben (nova collectia statutorum) történtek.
Nők első alkalommal 1145-ben csatlakoztak, s ezzel megalakult a karthauzi rend női ága. A XVIII. században öt karthauzi apácakolostor működött.

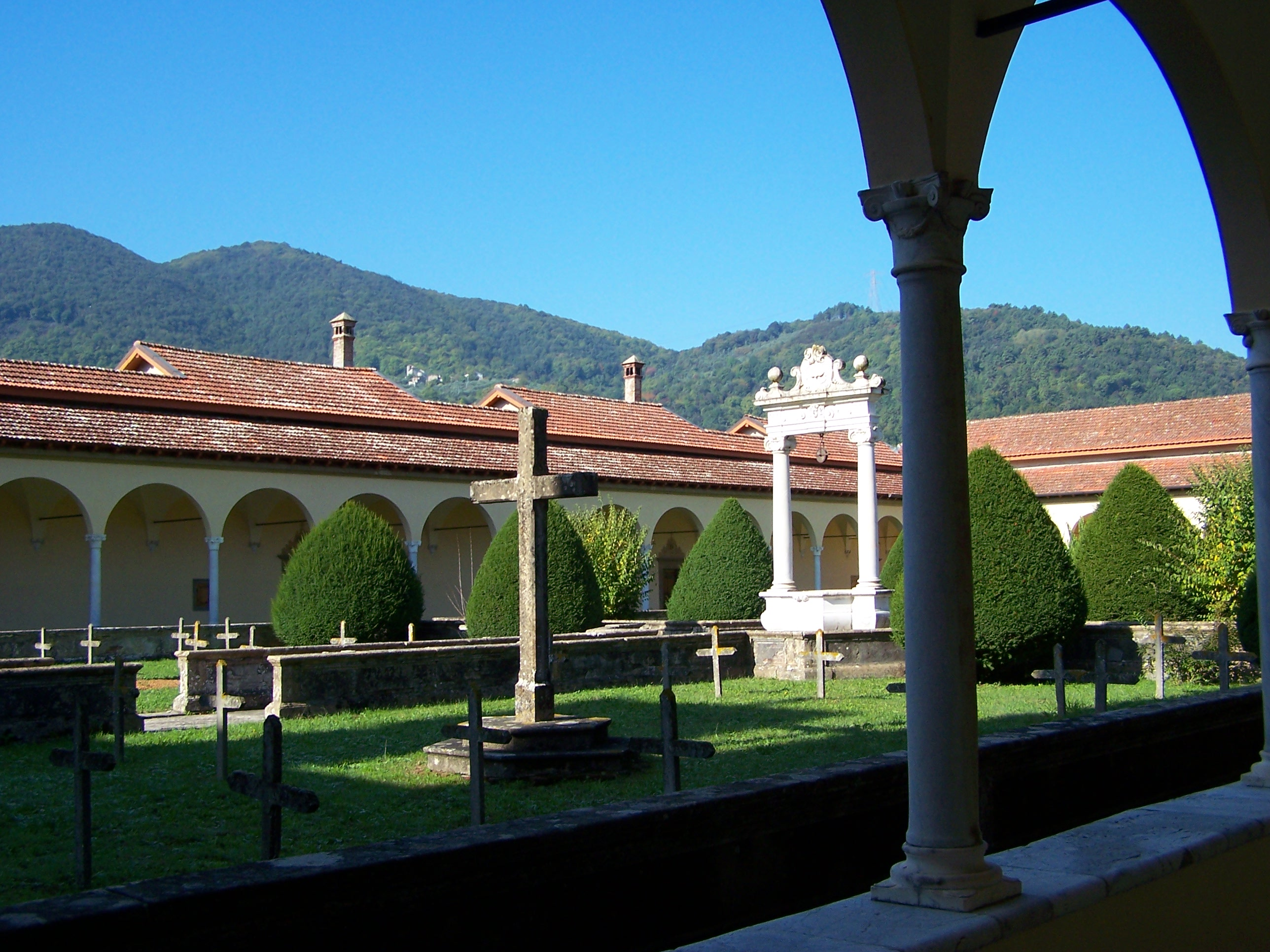
Karthauzi kolostor Olaszországban

A rend 1200 után gyors terjedésnek indult, 1137-ben már négy karthauzi kolostor, 1151-ben tizennégy, végül 1258-ban ötvenhat rendi központ működött. A XIV. században százhetvenöt, a XV. században pedig már kétszázhúsz kolostorban éltek karthauziak. A rend a virágkorát a késő középkorban, 1480 körül élte. Különös hatással volt a rend fejlődésére a devotio moderna mozgalom, amelynek kapcsán megjelentek a városlakó karthauzi szerzetesek is. Karthauzi kolostorokat mindaddig távoli, félreeső helyeken építettek, ettől kezdve azonban új alapítású városi közösségek is kialakultak, például Londonban és Kölnben. Ezek a városi karthauzi kolostorok a humanizmus központjaivá lettek. A karthauzi rend azonban nem tudta magát távol tartani az egyháztörténelmi folyamatoktól, így 1378 és 1415 között – a Nagy nyugati egyházszakadás (skizma) idején – a rend két ágra szakadt: egy római és egy avignoni ágra. A skizma végén mindkét konkurens generális visszavonult, majd Johannes von Greiffenhagen lett a rend generálisa. 1508-ban a pápa határozatára a rendet mindig a La Chartreuse perjelje irányítja.
A XVI. századi reformáció a rend hanyatlásához vezetett protestáns területeken. Azóta a karthauzi szerzetesek száma stagnált, vagy folyamatosan csökkenő tendenciát mutatott. Angliában VIII. Henrik idején a karthauzi szerzetesek folytonos üldözésnek voltak kitéve, mivel megtagadták, hogy elismerjék VIII. Henriket mint az angliai egyház fejét. A felvilágosodás idején a kontemplatív gyakorlatot végző karthauzi rend létjogosultságát kétségbe vonták, és sok kolostort megszüntettek (ez történt többek között II. József császár uralkodása alatt, 1782-ben). A felvilágosodás, a jozefinizmus és a francia forradalom hatására a karthauziak száma erősen lecsökkent.
Németországban a szekularizáció hatására minden karthauzi kolostort felszámoltak. 1869-ben németföldön elsőként, a Düsseldorf melletti Unterrathban alapították meg a Maria Hain kolostort. Bár a kultúrharc (Kulturkampf) idején a Birodalom területéről minden, nem a birodalomhoz tartozó szerzetest kiutasítottak, a kolostor mégis megmaradhatott, a szegényekről való szerzetesi gondoskodásuk miatt. A Nagy Karthauzi Kolostorban több ellenállót is bújtattak.
Ma a karthauzi rend az egyetlen olyan rend, amely egy szigorúan szemlélődő élet késő középkori eszményével, a mai napig fenn tudott maradni. Más szemlélődő rendek, mint a bencések és a ciszterciek nyitottabbak lettek a világ felé, és a feladatukat mindenekelőtt az oktatásban és a lelkipásztorkodásban határozták meg.
A karthauzi szerzeteseknek ma tizennyolc férfi- és négy női kolostoruk van, amelyekben 335 testvér él (köztük 170 pap) és 48 szerzetesnő (apáca) (2004. december 24-i állapot szerint Annuario Pontificio 2006). Az utóbbi 50 évben a rend a tagjai mintegy 50%-át elveszítette, de jelen vannak Európában, Amerikában és Ázsiában. A németországi Bad Wurzachban, Baden-Württembergben ma is fennáll a német nyelvterület egyetlen karthauzi kolostora, a Marienau karthauzi kolostor – az 1869-ben alapított Maria Hain-kolostor helyett hozták létre, mivel onnan a nagyváros terjeszkedése miatt távozniuk kellett –, itt 1964 óta élnek szerzetesek.

## Szerzetesek
„Fáradozásunk és hivatásunk elsősorban az, hogy a hallgatásban és a magányban találjuk meg Istent.” (Statútumok 12,1). Ezt az eszményt minden karthauzi alkalmasságának és személyes mentalitásának megfelelően éli meg. A karthauziak háromfajta szerzetest különböztetnek meg:

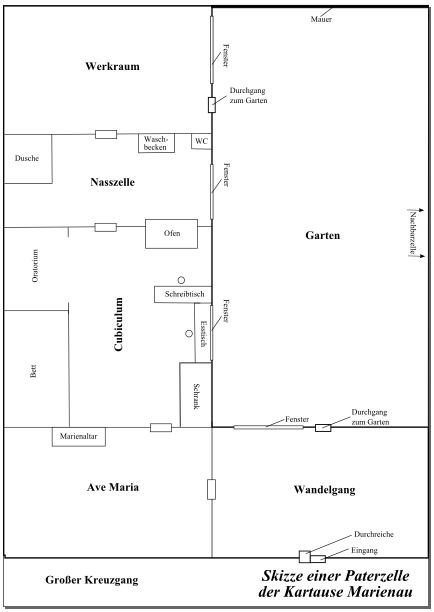
Egy szerzetespap cellájának vázlatrajza

- papi szerzetesek (lat. patres), akiket kórusszerzeteseknek is neveznek, azért mert a celláik a nagy körfolyosó körül helyezkednek el
- laikus testvérek (lat. fratres conversi)
- donátusok

### Szerzetespapok (atyák)
Az atyák a nagy körfolyosó körül épített kis kertes házikókban laknak, amelyek négy helyiségből állnak: A cellába belépve az atya először egy előszobába jut, amely a házat a körfolyosóval köti össze. Ezt Ave Mariának is nevezik, itt egy Mária-oltár is található, amelynél az atya be- és kilépéskor egy Üdvözlégy Máriát imádkozik. A fő helyiség a cubiculum, ahol egy dolgozóasztal, egy étkezőasztal, egy kis imádkozóhely (oratorium), egy ruhásszekrény, egy ágy és fatüzelésű kályha van, amelybe az atya maga vágja a fát. Az atyák szalmával borított ágyon alszanak. Az atyák hagyományszerűen hideg vízben mosdanak meg. Műhely is tartozik a házhoz, amelyben az atya mindennapi munkáját végzi. A házak hagyomány szerint kétszintesek, de a modern alapításoknál egyszintesek is lehetnek.

#### Napirend

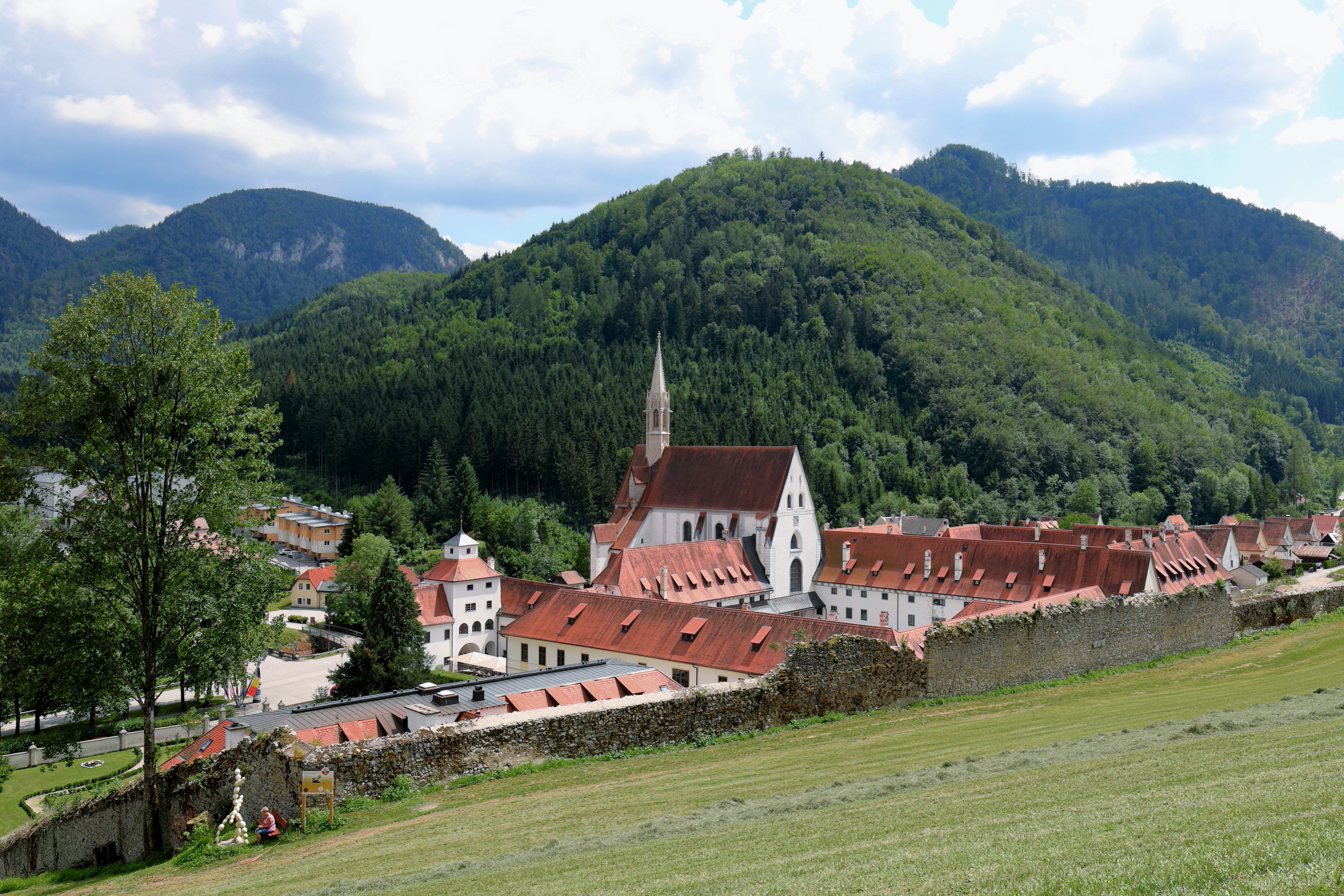
Régi karthauzi kolostor, Gaming, Ausztria (nem működő)

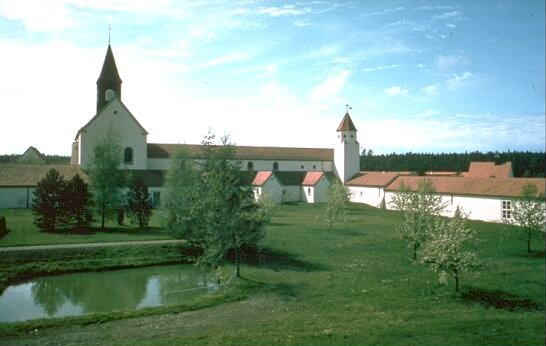
A marienaui kolostor, Bad Wurzach, Németország (működő)

Az atyák napirendje 22:40 órakor kezdődik. Kb. négyórás alvás után kelnek fel először és elkezdik a zsolozsma végzését, ami a karthauzi szerzeteseknél még nyolc imaidőből áll: Olvasmányos Imaóra, Reggeli dicséret, Prima, Délelőtti Imaóra, Déli Imaóra, Délutáni Imaóra, Esti dicséret és Befejező Imaóra, amint a zsoltáros mondja „Naponta hétszer éneklem dicséretedet és éjjel is felkelek, hogy imádjalak Téged.” (vö. Zs 119,62.64) a többi testvérrel együtt a kápolnában. Kb. 1:30 órakor ér véget az éjjeli zsolozsma, amelyben az Olvasmányos imaórát és a Reggeli dicséretet együtt imádkozzák el a testvérek a kápolnában, és az atyák másodszor is lefekszenek. 5:40 órakor újra felkelnek. Akkor mondják el a zsolozsma másik részét majd utána szemlélődő idő kezdődik. 7:00 órakor minden atya összegyűlik egy tizenöt perces imára a kápolnába, majd utána kezdődik a napi konventmise. Ezután minden atya egyedül is csendes misét mond el kis kápolnájában, ebben segít neki egy novícius (rendi újonc) mint ministráns. A nap további részében ima (összesen 8 óra), tanulás és kézi munka váltják egymást rendes időközönként. Az éjszakai alvás már legkésőbb este 7:00 órakor megkezdődik. Az atyák hétköznap egyedül étkeznek, vasárnap közösen ünnepi ebéden vesznek részt a Refektóriumban. Reggeli hagyományosan nincs az atyáknál, csak ebéd és vacsora. A téli félévben (Szent Kereszt felmagasztalása ünnepétől (szeptember) egészen nagyszombatig) csak délben van meleg étel, esténként csak egy kis kenyér és víz. Közös pihenőidő (rekreáció) csak vasárnap van, amikor az atyák közösen négyórás sétára mennek (spatiamentum – séta (lat.))

#### Rendi képzés
A szerzetespapi képzés legalább hét évig tart. Aki szeretne belépni a rendbe, legalább 20 évesnek kell lennie és legyen középiskolai végzettsége, amely feljogosítja a főiskolai tanulmányok elvégzésére. Ezenkívül jó, ha tud a jelölt latinul és tud énekelni. Mind a két készséget elsajátíthatja a belépése után is. E külső feltételek mellett a karthauziak a jelölt belső hozzáállását, indíttatását is fontosnak tartják. Aki szeretne csatlakozni a rendhez, annak lelkiségével is tudnia kell azonosulni. A komoly érdeklődő ezután 3-12 hónapos próbaidejét, a jelöltidőt (postulatum), kezdi el egy karthauzi kolostorban. Ekkor megismeri a szerzetesek szokásait és hagyományait, és megtudhatja, hogy alkalmas-e erre az életmódra. Ezt a rend is megvizsgálja a maga részéről is. Ha letelik a jelöltségi idő, és a jelölt úgy dönt, hogy maradni szeretne, akkor az atyák hagyományaik szerint fekete és fehér babokkal szavaznak arról, hogy maradhat-e a jelölt vagy nem. Ha szerzetesek a jelölt mellett szavaznak, akkor felvételt nyer a noviciátusba (újoncidőszak) és megtörténik a rendi beöltöztetés a rendi ruhákba. Ez hagyományosan egy fehér tunika és egy kapucnis, a ruhával megegyező színű skapuláré. Az újoncidő alatt a novícius celláján kívül egy fekete kabátot is visel a rendi ruhája fölött. A novíciátus két évig tart, a második évtől az újonc megkezdi sajátos rendi teológiai tanulmányait. A noviciátus végén az újonc újra dönt arról, hogy útját tovább akarja-e folytatni a rendben, és az atyák újból szavaznak erről. Ha a szerzetes a rendben marad, úgy három évre tesz fogadalmat (ideiglenes fogadalmas), ezzel három évre elkötelezi magát a rendnek. Ezt újabb két évre megújíthatja. Ha ezután a rend és a szerzetes is egymás mellett döntenek, úgy a szerzetes leteszi az ünnepélyes fogadalmát és ezzel örökre elkötelezi magát a rendnek. A hagyományok szerint minden kórusszerzetest pappá szentelnek a karthauziak. „A cellai szerzetes (kórusszerzetes) Krisztus példája szerint pap és áldozat lesz egyszerre, Istennek kedves illatáldozat és a közösség által az Úr szolgálatával részesedik Szívének kimeríthetetlen gazdagságából.” (Statútumok 3,8) Ha rendfőnök szerint eljött az ideje a szentelésnek, úgy először diakónussá szentelik majd legalább hat hónap után következhet a papszentelés

### Laikus szerzetesek (testvérek)
Az atyák mellett a karthauzi kolostorokban laikus testvérek is élnek. „A testvérek sajátosan élik meg a magányos életet. Ők gondoskodnak munkájukkal a ház szükségleteiről, amely különleges módon rájuk van bízva. A testvérek segítségének köszönhetően szerzetes atyák szabadabban tudják magukat átadni a cellai magánynak és hallgatásnak” (Statútumok 11,5). Míg az atyák főként az imának szentelik magukat, addig a testvéreknél hangsúlyosabb helyet kap a fizikai munka. Az atyák és a testvérek egymást kölcsönösen kiegészítik. Az atyák nem tudnának boldogulni a testvérek nélkül, akik róluk gondoskodnak, és a testvérek nem tudnak élni az atyák nélkül, mivel ők szolgáltatják ki nekik a szentségeket és a lelkipásztorként szolgálnak nekik.
Aki laikus testvérként szeretne belépni a rendbe, legalább 20 éves legyen és legyen egy lezárt szakmai képesítése, mindenekelőtt kézműves vagy más fizikai szakmákhoz. A 3-12 hónapos jelöltidő után következik a beöltözés és a felvétel a kétéves novíciátusba. Ezután teszi le három évre szóló ideiglenes fogadalmát a testvér, majd további két évre megújíthatja azt. Ha ezután is maradni szándékozik, akkor leteszi az örök fogadalmát, amellyel örökre elkötelezi magát a rendnek.
A testvérek az atyáktól külön egy másik épületben laknak. Hagyományosan a testvéreknek sincs saját házuk, hanem csak egy szobájuk van, amely megfelel az atyák cubiculumának. Naponta kimennek a testvérek a szobáikból, hogy a műhelyeikben (oboedientia) vagy más szolgálati helyeken (pl. a portánál), a kolostor irodáiban, a sekrestyében szolgáljanak. Azért, hogy a testvérek el tudják látni a feladataikat, rájuk kevésbé szigorú szabályok vonatkoznak. Így például a napi zsolozsma nem annyira terjedelmes, mint az atyáknál. A böjti szabályok sem olyan szigorúak számukra. Ezért a testvérek reggelit is kapnak. A klauzúrás szabályok is enyhébbek, mivel ők intézik a kolostor külső ügyeit a környező városokban.

### A donátusok
A donátusoknak ugyanazok a feladataik, mint a testvéreknek. Csak abban különböznek a testvérektől, hogy ők nem kötik magukat fogadalmakkal a rendhez, hanem egy ún. donációs szerződést kötnek a renddel. A donátusok ugyanazt a kiképzést kapják, mint a testvérek. Az első novíciusi év után a testvérnovícius dönthet arról, hogy donátusként folytatja-e tovább rendi életét. Az ideiglenes fogadalmak helyett a donátus ideiglenes donációt tesz előbb három évre, majd két évre. Ezután következik az örökdonáció, ha a donátus a rendben akar maradni.
A kolostoron belül a donátusok teljes szegénységben élnek, de kolostoron kívül lehet személyes tulajdonuk és szabadon rendelkezhetnek felőle. A napirendjük alakításában szabadabbak a testvéreknél, és külön könnyítéseket is kaphatnak.

## Apácák
1145 óta vannak karthauzi apácák is. Eleinte az életük még különbözött a szerzetesekétől. A magány és a böjt tekintetében a nővérek élete nem volt olyan szigorú, mint a szerzeteseké. Az apácák például nem kis házakban laktak, hanem külön szobákban (cellákban). Naponta közösen étkeztek és nemcsak hetente egyszer volt közös pihenőidejük, hanem naponta. Ma már a karthauzi apácáknál is felmerült az a vágy, hogy az eredeti karthauzi eszményt autentikusabban éljék meg. Így az 1970-es években már a második női közösséget alapították meg, ahol az apácák élete már a szerzetesekéhez jobban illeszkedett. 1971-ben költöztek be az apácák a Beauregard kolostorba, amely a Nagy Karthauzi Kolostor közelében, Voironban épült fel. 1977-ben érkeztek apácák az olaszországi Vedana kolostorába, ahol korábban férfiszerzetesek laktak, de utánpótlás hiányában meg kellett szüntetni a férfiközösséget. Időközben a megnövekedett Beauregard-i közösség átköltözött a Felső-Provence-ban található Reillane-i karthauzi kolostorba. Ma a karthauzi rend összesen öt apácazárdával rendelkezik a világon, ebből kettő Franciaországban és Olaszországban és egy Spanyolországban. Dél-Koreában 2004-ben költöztek be a szerzetesek egy új kolostorba, és egy apácazárdát is terveznek ott megnyitni.
Az apácáknál is háromféle szerzetesi állapot létezik: a kórusnővérek, egyszerű nővérek és donátusnők. A feladatkörök is nagyjából azonosak, mint a  férfiszerzeteseknél. Kívánságra a nővérek megkaphatják a szűzszentelést is. A kórusnővérek kiképzése a diakonisszaszenteléssel végződik[forrás?]. Ekkor stólát kapnak a püspöktől és a szentmisén, valamint az Olvasmányos imaóra alatt olvashatják az evangéliumot is. Ez a karthauziak különlegessége és sajátos joga. A diakónusszentelést a világegyház a Niceai zsinat óta eltörölte a nők számára[forrás?]. A karthauzi apácák a celláikban általában varrómunkákat végeznek, főként oltárterítőket és miseruhákat készítenek. Az apácaközösségeket egy perjelnő irányítja. A rendi ruházat a szerzetesekhez hasonlóan fehér színű. Efölött az apácák egy fekete fátylat viselnek. A nővérek zárdáiban egy különálló épületszárnyban kissé távolabb az apácáktól még három férfiszerzetes is él, két atya és egy testvér. Az atyák töltik be a vikáriusi és a koadjutori állást a zárdában. Ők végzik a lelkipásztori szolgálatot a kolostorban. A testvér segít az apácáknak az aktuális munkákban.
A reillane-i karthauzi kolostor építésénél már figyelembe vették a rend új előírását, miszerint a testvérek és az egyszerű apácák is kertes házikókban laknak, amelyek a magányt jobban elviselhetőbbé teszik, mint a külön szobák. A tapasztalatok jók voltak és hamar kiterjeszthették a rend többi részén is.

## Szervezetük
A karthauzi rend legfelsőbb szerve a generáliskáptalan, amit két évente hívnak össze a Nagy Karthauzi Kolostorban, és az egyes házak perjeleiből (házfőnökökből) áll. Itt hozzák a rend törvényeit. Ebből választanak egy grémiumot, az ún. definitóriumot, amely nyolc szerzetesből áll, ez az elnöki tanács. A generáliskáptalanon tárgyalják meg a rend legfontosabb ügyeit. Két káptalan között a rendet a Nagy Karthauzi Kolostor perjele (házfőnöke) irányítja (a reverendus pater), akit csak a Nagy Karthauzi Kolostor szerzetesei választanak meg, bár ő az egész rend élén áll. Ő a legszigorúbb klauzúrás szabályok alatt áll, mint a remeterend főnöke, hivatali idejében soha sem hagyja el a kolostorát. Így például számára lehetetlen, hogy a Szent Székbe, Rómába látogasson el és ott képviselje a rendet. Ezt egy külön ezzel a feladattal megbízott szerzetes atya végzi el.
Az egyes karthauzi kolostorokat a perjel (házfőnök) irányítja, akit az adott ház szerzetesei két évre választanak meg. A perjel helyettese a vicarius. A procurator felel a pénzügyekért. A novíciusmester (magiszter) felelős szerzetesnövendékek képzéséért. A laikus testvérek és a donátusok képzéséért rendszerint a vicarius felel.
A kolostori fegyelem betartását kétévente végzi két perjel egy másik rendházból.
XI. Ince pápa ismert mondása: Cartusia numquam reformata, quia numquam deformata (A karthauzi rendet sosem reformálták meg, mivel sosem deformálódott), utal a karthauziak eredetükhöz való hűségükre. Ennek ellenére a karthauzi rend is változtatott a szabályain az idők folyamán. 1917-ben például az addig kötelező gyónást a perjel előtt el kellett törölni az egyházjoghoz való igazodás miatt. A II. vatikáni zsinat után az 1970-es évek elején állították össze a „Karthauzi rend megújult Statútumát”. Ezt előbb 1983-ban az egyházjoghoz való alkalmazkodás érdekében megváltoztatták, majd utoljára ismét 1987-ben.

## Lelkiség
A karthauziak lelkisége egy élet Krisztus újraeljövetelének várakozásában. A magányba visszavonulva csak arra törekszenek, hogy Krisztusnak tessenek és az evangélium szerint kövessék Krisztust. Lelkiségüket ez a mondat foglalja össze a legjobban: „Isten dicséretére és dicsőségére Krisztus, az Atya Igéje a Szentlélek által kezdettől embereket választott ki, hogy őket a magányba vezesse és bensőséges szeretetben egyesítse őket magával.” (Statútumok 1,1). Különleges értéke van még a lelkiségükben a Jézus-imának is.
A karthauziakra jellemző a hallgatás, a magány és az ima. Magányon a karthauziak a világtól való elválást értik, amely mindenekelőtt abban nyilvánul meg, hogy mindenfajta apostoli kiváltságról lemondanak. Nincs közvetlen hozzáférésük a tömegtájékoztatási eszközökhöz. Csak a perjel olvassa az újságokat, és ő tájékoztatja a szerzeteseket a fontosabb eseményekről. Látogatókat nem fogadnak, kivéve a szerzetesek hozzátartozóit, akik évente két napot tölthetnek a karthauzi kolostorban, valamint a rend iránt érdeklődő látogatókat.
A karthauziak élete főleg az imára irányul. Ennek megfelelően saját liturgiájuk van, amely életmódjukhoz igazodik. A rend visszavonult élete miatt csak egy püspököt (az alapítót, Szent Brúnót) és nagyon kevés szentet emelt ki. Három szentet és 15 boldogot tisztelnek vértanúként, akik 1535-40-ben az angliai reformáció idején haltak meg.
A karthauziak vegetáriánusok. Szigorú böjti időszakok határozzák meg az életüket, így például minden pénteken kenyérrel és vízzel böjtölnek. Reggeli hagyományosan nincs a karthauziaknál, a karthauzi apácáknál viszont szokás, hogy a reggeli mise után valami kis apróságot, rendszerint kenyeret és egy kis italt magukhoz vegyenek. Az első étkezés az ebéd. A nyári félévben, azaz húsvéttól Szent Kereszt felmagasztalásának ünnepéig van meleg vacsora is. A téli félévben a szerzetesek este csak egy kis kenyeret és italt fogyasztanak.
Minden karthauzi kolostor, néhány kivétellel Máriának, a karthauziak egyedüli anyjának (Mater Singularis Cartusensium) van szentelve. Ő a rend legfelsőbb védőszentje és különleges helyet foglal el a rend lelkiségében. A tiszteletére naponta ajánlanak fel szentmisét. A kanonikus zsolozsma mellett a Szűz Mária-zsolozsmát is imádkozzák, valamint naponta háromszor az Úrangyalát is eléneklik. A rend második védőszentje Keresztelő János.
A karthauziak életmódjukkal szeretnének tanúságot tenni a világnak; a konzekvensen megélt hitüket tekintik a rendtagok a legjobb prédikációnak. Az életüket helyettesítő istentiszteletként élik mindazok számára, akik nem akarnak vagy nem tudnak imádkozni, és bűnbánatot szeretnének gyakorolni azok helyett is, akik nincsenek tudatában vétkeiknek.

## Gazdaság
A testvérek főként kézműves vagy más fizikai munkával gondoskodnak a kolostor fenntartásáról. Híresek a karthauziak az állat- és növénytermesztésükről: a legismertebbek a karthauzi macskák (Chartreuse bleu), a karthauzi lovak, a karthauzi rózsák. A karthauzi szegfűket is a karthauzi rendről nevezték el. Fő bevételi forrásuk az ismert chartreuse likőr, amit egy voironi gyárban készítenek 130-féle fűszerből. Onnan adják el világszerte (a gyár a Nagy Karthauzi Kolostor közelében található). A titkos recepteket egy időben mindössze két szerzetes ismeri; az ő növénykeverékük alapján gyártják az italokat.

## Kritika
A karthauziak életmódját kritika is éri. Gyakran azt róják fel nekik, hogy elzárkóznak a világtól és bezárják a szemüket embertársaik problémái előtt. Ezt a kritikát a karthauzi életmód támadói sem tudják érvekkel alátámasztani, ez érinti minden szemlélődő rend alapelvét, amelyet hit nélkül alig érthetünk meg igazán. Gyakran figyelmen kívül hagyják azt is, hogy a szemlélődő rendek feladatul tűzik ki maguk elé, hogy imádkozzanak másokért a világban, pont azokért, akik talán nem is tudnak vagy akarnak imádkozni, így minden ember számára a helyettesítő ima útját képviselik. Illetve figyelmen kívül hagyják azt is, hogy minden ember szabadon dönthet arról, hogy elvonul a világtól meditálni, imádkozni.

## Működő és már nem működő karthauzi kolostorok
A ma működő vagy korábban megszűnt karthauzi kolostorok nemzetközi listája itt található:
Karthauzi kolostorok listája

## A karthauziak a művészetekben

### A filmekben
2005-ben Philip Gröning készített egy dokumentumfilmet a „A nagy csend” címmel (eredeti cim: Die Große Stille, angol cim: Into Great Silence). Ez a film a Grenoble melletti Nagy Karthauzi Kolostorban készült és az ott élő szerzetesek mindennapjait mutatja be.

### Az irodalomban
- Eötvös József: A karthauzi